# Blooming Grove (Teksas)
Blooming Grove je gradić u američkoj saveznoj državi Teksas. Prema popisu stanovništva iz 2010. u njemu je živjelo 821 stanovnika.